# Condado de Blanco
El condado de Blanco es uno de los 254 condados del estado estadounidense de Texas. La sede del condado es Johnson City, al igual que su mayor ciudad. El condado tiene un área de 1.848 km² (de los cuales 6 km² están cubiertos por agua) y una población de 8.418 habitantes, para una densidad de población de 5 hab/km² (según censo nacional de 2000). Este condado fue fundado en 1858.

## Demografía
Según el censo de 2000, había 8.418 personas, 3.303 cabezas de familia, y 2.391 familias residiendo en el condado. La densidad de población era de 12 habitantes por milla cuadrada.
La composición racial del condado era:
- 90,97% blancos
- 0,74% negros o negros americanos
- 0,59% nativos americanos
- 0,19% asiáticos
- 0,01% isleños
- 5,88% otras razas
- 1,62% de dos o más razas.

Había 3.303 cabezas de familia, de los que el 30,40% tenían menores de 18 años viviendo con ellas, el 61,50% eran parejas casadas viviendo juntas, el 7,20% eran mujeres cabeza de familia monoparental (sin cónyuge), y 27,60% no eran familias.
El tamaño promedio de una familia era de 2,96 miembros.
En el condado el 24,40% de la población tenía menos de 18 años, el 6,20% tenía de 18 a 24 años, el 25,60% tenía de 25 a 44, el 27,10% de 45 a 64, y el 16,70% eran mayores de 65 años. La edad promedio era de 41 años. Por cada 100 mujeres había 97,70 hombres. Por cada 100 mujeres mayores de 18 años había 94,90 hombres.

## Economía
Los ingresos medios del cabeza de familia del condado eran de USD$39.369 y el ingreso medio familiar era de $45.382. Los hombres tenían unos ingresos medios de $31.717 frente a $21.879 de las mujeres. El ingreso per cápita del condado era de $19.721. El 8,10% de las familias y el 11,20% de la población estaban por debajo del umbral de pobreza. Del total de personas en dicha situación, 14,20% tenían menos de 18 años y el 9,80% tenían 65 años o más.